# Sân bay quốc tế Gan
Sân bay quốc tế Gan (IATA: GAN, ICAO: VRMG) là một sân bay ở đảo Gan ở đảo Addu, Maldives.
Sân bay này được Hải quân Anh xây làm căn cứ quân sự trong Thế chiến II. Sân bay này đã được sử dụng cho mục đích quân sự cho đến thập niên 1970. Anh quốc đã gia lại cho chính phủ Maldives và sân bay được chuyển thành sân bay nội địa. Sân bay này đã được nâng cấp thành sân bay quốc tế.

## Các hãng hàng không và các tuyến điểm
| Hãng hàng không | Các điểm đến    |
| --------------- | --------------- |
| Maldivian       | Kaadedhoo, Male |
| Mega Global Air | Hong Kong       |